# Kalendarium wojny domowej w Libii (19 marca – 10 maja 2011)
Poniższe zestawienie prezentuje chronologię wydarzeń z wojny domowej w Libii w roku 2011.

## Chronologia wydarzeń

### Międzynarodowa interwencja w Libii

#### 19 marca – łamanie zawieszenia broni; rozpoczęcie operacji wojskowej ONZ
Od rana trwały walki o Bengazi. Siły Kaddafiego poinformowały, że jedynie broniły się przed atakiem powstańców i oskarżyły ich o łamanie zakazów lotów. Powstańcy zastrzelili należący do nich samych MiG-23, o czym poinformowała Narodowa Rada Tymczasowa. Miasto było pod ciągłym ostrzałem artyleryjskim, a w mieście trwały starcia. BBC doniosło o wdarciu się do miasta czołgów Kaddafiego. W czasie walk o Bengazi zginęło 95 osób.
Powstańcy poinformowali o porannym bombardowaniu kontrolowanej przez nich miejscowości Az-Zintan na zachodzie kraju. Według nich – następnie siły rządowe przeszły do oblężenia, w którym udział brało 20-30 czołgów.
Wojska Kaddafiego rozpoczęły ok. południa ostrzał Misraty za pomocą ciężkiej artylerii, snajperzy zastrzelili dwóch mieszkańców miasta. Po południu rebelianci ogłosili, że odparli szturm. Przyznali, że stracili 27 bojowników. Zniszczyli 14 pojazdów pancernych. Siły rządowe kontynuowały oblężenie.

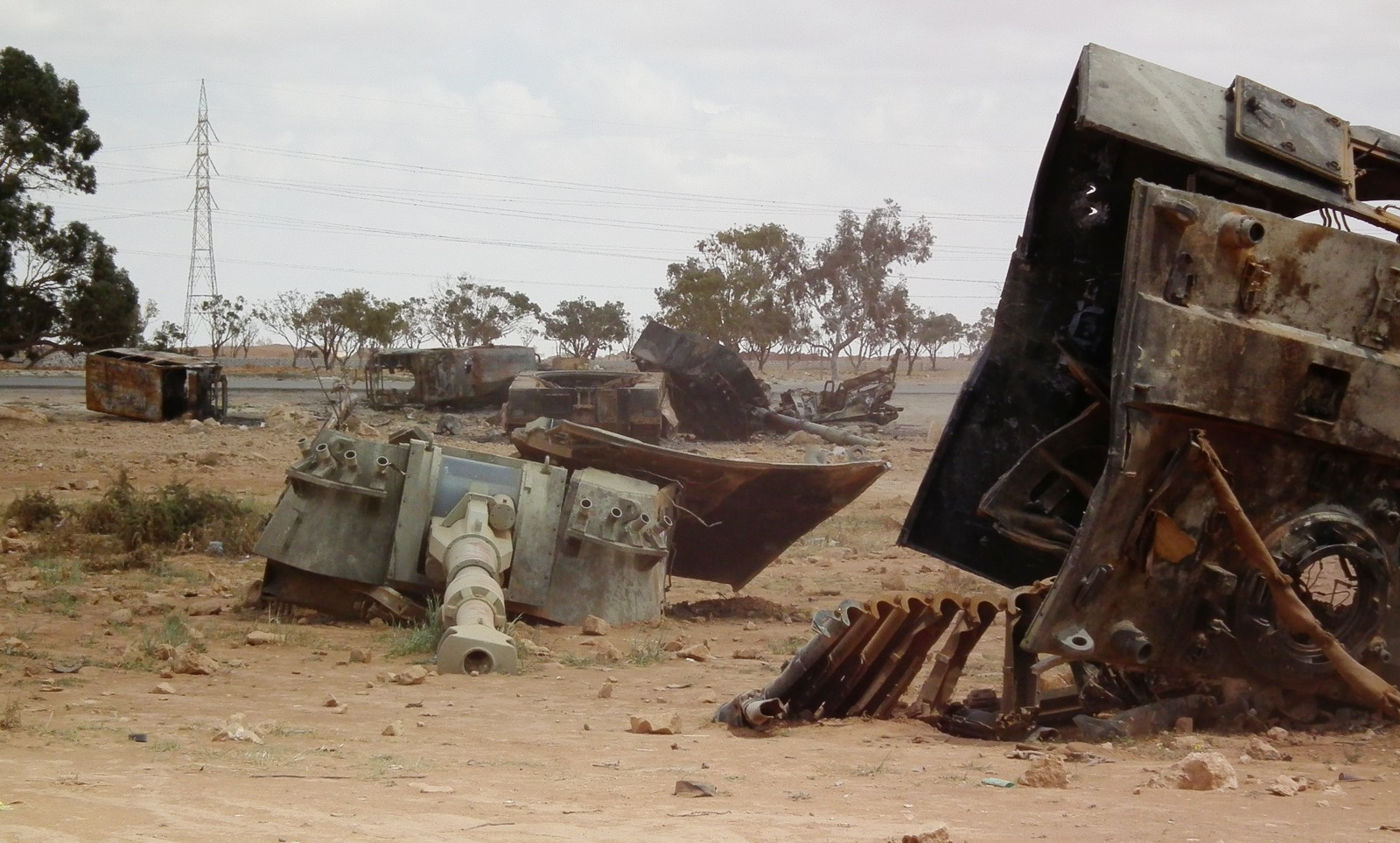
Pierwsze zniszczenia wywołane francuskim nalotem pod Bengazi – haubice samobieżne Palmaria należące do armii libijskiej

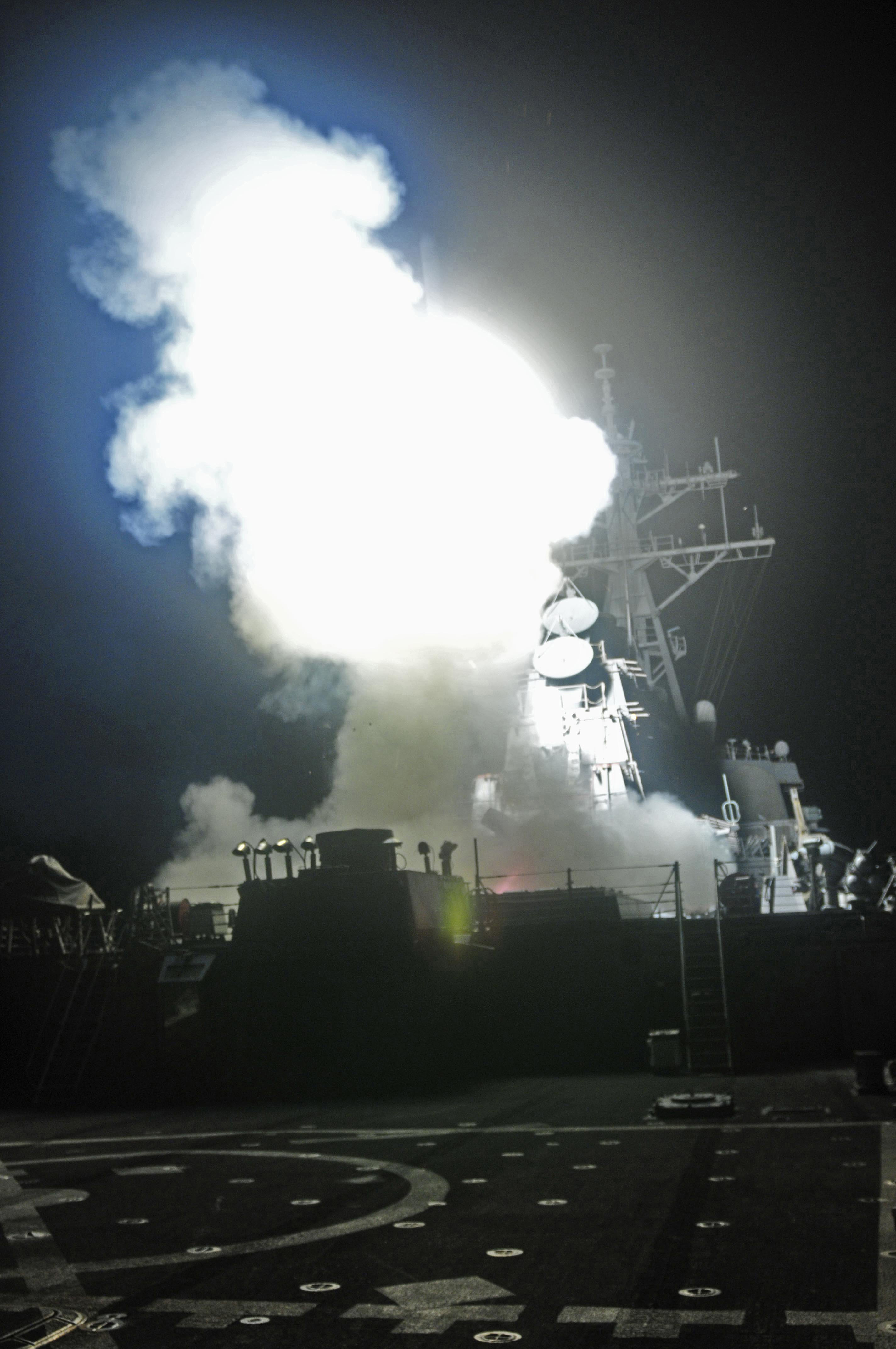
Zdjęcie z pokładu USS „Barry” podczas odpalania pocisków Tomahawk

Interwencja ONZ w Libii została zaplanowana na popołudnie 19 marca, kilka godzin po nadzwyczajnym szczycie Unii Europejskiej, Unii Afrykańskiej i Ligi Arabskiej w Paryżu, o czym poinformował 18 marca wieczorem ambasador Francji przy ONZ, Gerard Araud. Do południa chęć udziału w operacji wyraziły rządy Francji, Wielkiej Brytanii, USA, Kanady, Norwegii, Danii i Belgii, a władze Włoch i Hiszpanii ogłosiły gotowość udostępnienia baz lotniczych.
W nocy z piątku na sobotę Niemcy odrzuciły libijską propozycję przyjęcia roli obserwatora w Libii.
Muammar Kaddafi wysłał listy do Baracka Obamy, ONZ, Nicolasa Sarkozy’ego i Davida Camerona informując o całkowitym poparciu swoich obywateli i podtrzymując teorię o walkach z Al-Ka’idą. W oświadczeniu telewizyjnym potępił natomiast rezolucję ONZ, nazywając ją próbą kolonizacji Libii przez państwa zachodnie.
O 18:00 czasu lokalnego (17:00 czasu polskiego), francuskie samoloty znalazły się w przestrzeni powietrznej Libii i rozpoczęły patrolowanie obszaru nad Bengazi, aby jak powiedział prezydent Francji Nicolas Sarkozy „przeciwdziałać jakiejkolwiek agresji ze strony sił płk Kaddafiego przeciwko ludności Bengazi”. Wkrótce doszło też do pierwszych działań zbrojnych pod kryptonimem operacja Harmattan – francuski resort obrony poinformował, że jeden z myśliwców ostrzelał i zniszczył libijski pojazd wojskowy w okolicach Bengazi. W akcji udział brało 20 myśliwców. Wedle informacji Agencji Reutera stało się to o godz. 18:45 czasu lokalnego (17:45 czasu polskiego). Francuskie samoloty zniszczyły cztery libijskie czołgi na południowym zachodzie od Bengazi.
Ok. godz. 21:45 czasu lokalnego amerykański i brytyjski okręt odpalił rakiety Tomahawk. 124 pocisków manewrujących spadło na stanowiska libijskiej obrony powietrznej w okolicach Trypolisu i Misraty. operację tę nazwano Odyssey Dawn. Także brytyjskie siły powietrzne rozpoczęły operację pod kryptonimem Ellamy nad Libią.
Wieczorem w Trypolisie siły rządowe zatrzymały czterech dziennikarzy z Tunezji, Mauretanii, Norwegii i Wielkiej Brytanii. Wśród nich było dwóch korespondentów AFP.
Wieczorem w stolicy odbył się również kolejny wiec poparcia dla Kaddafiego.
O 23:30 siły koalicji rozpoczęły bombardowanie bazy lotniczej Mitiga w Trypolisie. O 23:45 Muammar Kaddafi wygłosił krótkie orędzie w którym wezwał Libijczyków o do obrony kraju przed atakiem krzyżowców i syjonistów.
Według libijskiej telewizji państwowej nocne naloty koalicji zabiły 68 osób i raniły 150, nazywając ofiary męczennikami. Zaprzeczyły temu brytyjskie władze. 19 marca do Egiptu uciekło 3800 ludzi. Od początku trwania konfliktu do interwencji obcych państw, Libię opuściło 317 600 ludzi, zarówno Libijczycy jak i obywatele zagranicznych państw.

#### 20 marca

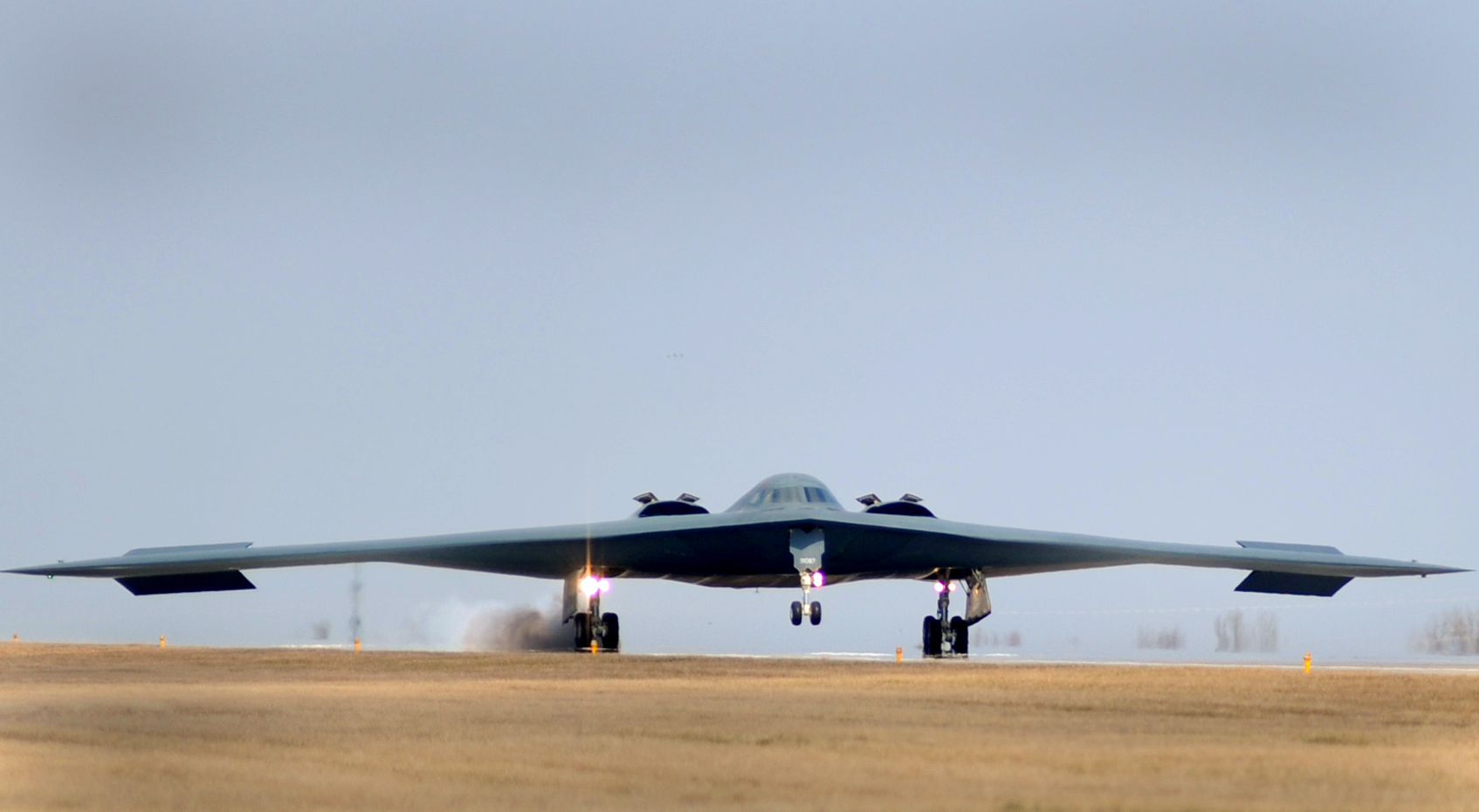
B-2 wracający z bombardowań w Libii

W nocy o 2:20 19 samolotów amerykańskich przeprowadziło nalot na Libię. Trzy niewykrywalne dla radarów bombowce B-2 zrzuciły 40 bomb na lotnisko w Trypolisie, a brytyjskie samoloty wojskowe zaatakowały libijskie systemy obrony powietrznej w nocnych nalotach. Dowódca USAFRICOM, James Stockman, ogłosił, że pociski trafiły w 20 z 22 celów, powodując „różny stopień zniszczenia”.
Od początku operacji nie stwierdzono aktywności samolotów libijskich. Wojsko Kaddafiego wstrzymało działania pod Bengazi, w którym zginęło 95 osób. Na froncie trypolitańskim zablokowało port w Misracie. Świadkowie podają, że w obleganym mieście pojawiły się czołgi. Miał miejsce ostrzał portu i budynków cywilnych.
Od godziny 21:00 czasu libijskiego (20:00 czasu polskiego) libijska armia wprowadziła kolejne jednostronne zawieszenie broni. Po godzinie 22:00 w Bengazi według Reutera przez 40 minut było słychać wybuchy i wymianę ognia.
Muammar Kaddafi w kolejnym wystąpieniu telewizyjnym zapowiedział klęskę wojsk interwencyjnych i ponownie zapewnił o poparciu społeczeństwa. Libijskie władze zapowiedziały wydanie broni ponad milionowi obywateli dla obrony kraju przed inwazją.
Przewodniczący Ligi Arabskiej Amr Musa krytykował państwa interweniujące za użycie siły w Libii, przypominając, że Liga Arabska oczekiwała jedynie wprowadzenia zakazu lotów.

#### 21 marca
Tuż po północy Stany Zjednoczone ogłosiły, że nie uznają zawieszenia broni ogłoszonego przez Kaddafiego, ponieważ wojska libijskie faktycznie nie zaprzestały aktywności.
Siły koalicji w nocnym bombardowaniu zburzyły całkowicie rezydencję Muammara Kaddafiego w Trypolisie. W nocy wystrzelono 10-12 pocisków.
Jeden z przywódców powstańców, Hafiz Ghoga, skrytykował przewodniczącego Ligi Państw Arabskich za potępienie bombardowań w Libii.
W Misracie dwa autobusy z żołnierzami i 11 czołgów wjechało do centrum miasta. Budynek szpitala został zajęty przez wojsko Kaddafiego. Armia wykorzystywała cywilów jako żywe tarcze. Wzdłuż głównej ulicy ustawiono 200 snajperów. W mieście cywilom kazano demonstrować zadowolenie z rządów Kaddafiego. Jednocześnie wyruszyła demonstracja antyrządowa, do której żołnierze otworzyli ogień. Zginęło 40 osób, a 300 odniosło rany.
Libijskie wojsko wycofało się na 100 km od pozycji pod Bengazi i poruszało się na drodze do Adżadabiji. Rano Agencja Reutersa, podała, że alianci zbombardowali Adżdabiję, kontrolowaną przez siły Kaddafiego. Ponadto Włosi ostrzelali drogę pomiędzy Adżadabiją a Bengazi.
Czterech dziennikarzy New York Timesa, pojmanych w Adżdabiji 15 marca, zostało przekazanych przez władze libijskie ambasadzie Turcji. Stamtąd byli ewakuowani z Libii.
Po południu siły Kaddafiego ostrzelały miasto Az-Zintan, leżące na froncie trypolitańskim.
Wieczorem samoloty koalicji międzynarodowej wystrzeliły kolejnych 12 rakiet typu cruise w kierunku libijskich stanowisk dowództwa i obrony przeciwlotniczej.
Wieczorem Norwegia wstrzymała swój udział w libijskiej operacji lotniczej.
O 23:30 czasu lokalnego rozbił się amerykański samolot F-15. Dwóch pilotów uratowało się, odpowiednio wcześniej ewakuując się. Przyczyną katastrofy maszyny była usterka techniczna, a nie ostrzał wroga.

#### 22 marca
Nocą z 21 na 22 marca lotnictwo sił koalicyjnych prowadziło kolejne ataki na cele w Libii, łącznie wykorzystano 20 pocisków. Według Al-Dżaziry, zaatakowano punkty obrony przeciwlotniczej w okolicach Bengazi, lotniska w Syrcie i bazę marynarki wojennej w Trypolisie. Myśliwce koalicji zaatakowały także wojskowy samolot libijski, który leciał w kierunku Bengazi. Rząd libijski poinformował o śmierci licznych cywilów, czego jednak nie potwierdziły żadne źródła w innych krajach arabskich i czemu zaprzeczyły wojska koalicji. Siły amerykańskie utraciły w tym dniu jeden z samolotów F-15, który musiał lądować w pobliżu Bengazi z powodu awarii. Piloci katapultowali się.
Rano rozpoczęło się natarcie sił rządowych na Az-Zintan. Od północnej strony miasta wjechało 50-60 czołgów. Zginęło 10 osób. Żołnierze wstrzymali atak w godzinach popołudniowych. W Misracie wznowiono walki i miał miejsce ostrzał z czołgów. Po południu doszło do walk między rebeliantami i wojskiem na drodze osiem kilometrów od Adżabiji, dokąd po pierwszych nalotach koalicji wycofało się wojsko rządowe. Ofensywa powstańców na zachód utknęła pod Adżabiją.
W Tobruku, rebelianci spotkali się z przedstawicielami ONZ, z którymi omawiali sytuację humanitarną.
Po południu premier Hiszpanii Jose Luis Rodriguez Zapatero wystąpił o zgodę na udział hiszpańskich samolotów, fregaty i okrętu podwodnego w egzekwowaniu strefy zakazu lotów nad Libią i embarga na dostawy broni do tego kraju przez jeden miesiąc. Hiszpański premier ogłosił, iż przewiduje, że akcja potrwa od jednego do trzech miesięcy. Wniosek rządu przyjęto stosunkiem 336 głosów do trzech przeciwnych. Rząd rumuński ogłosił przyłączenie do koalicji, zobowiązując się wysłać fregatę.
Pod Trypolisem zginął w nalocie Hussein al-Warfalli, jeden z generałów Kaddafiego.
Wieczorem znów przemówił Kaddafi, który zapowiedział pokonanie koalicji.
W cztery dni Amerykanie wystrzelili 162 pociski Tomahawk.

#### 23 marca

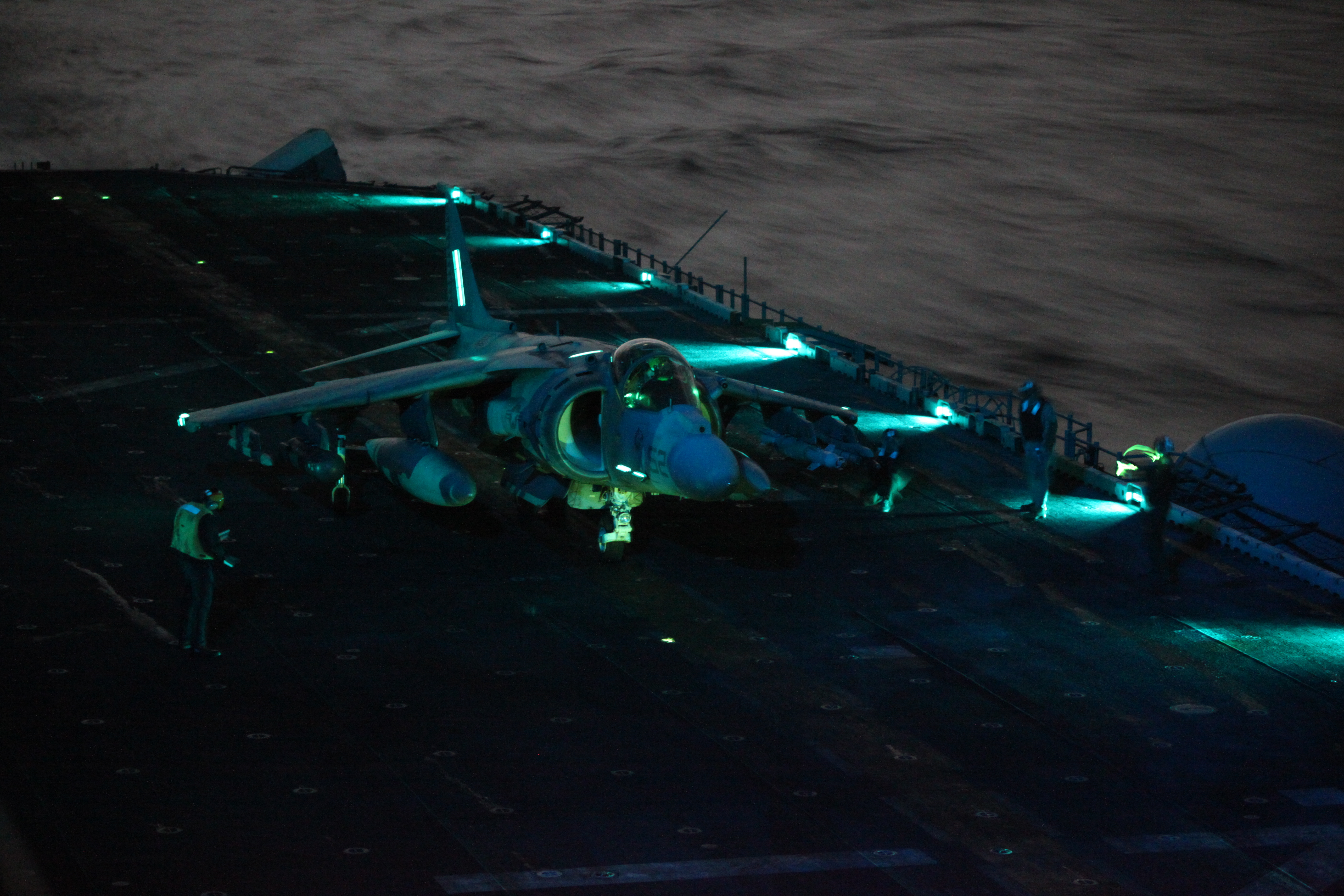
Amerykański Harrier

Wojska Kaddafiego ponowiły tego dnia atak na Misratę, a rządowi snajperzy ostrzelali szpital. Siły koalicji zbombardowały zgrupowanie wojsk Kaddafiego na południe od miasta, co zatrzymało ogień ze strony reżimowych wojsk. Według powstańców zginęło tam 17 osób, zachodnie media potwierdziły dwie ofiary. Powstańcy poinformowali, że wojska pancerne wycofały się z okolic Misraty lub zostały zniszczone, ale oblężenie było kontynuowane.
W sumie nocą z 22 na 23 marca lotnictwo koalicji odbyło 175 lotów nad Libią, atakując m.in. rządowe kolumny wojska zmechanizowanego, artylerię i ruchome wyrzutnie rakietowe. Lotnictwo libijskie i infrastruktura lotnicza zostały tego dnia określone jako całkowicie zniszczone. Amerykanie poinformowali też, że nie odnotowali do tamtej pory żadnych ofiar wśród cywilów. Wieczorem Amerykanie zbombardowali kompleks rządowy pod Trypolisem, z którego dzień wcześniej nadał swoje orędzie Kaddafi.
Armia rządowa wznowiła rano bombardowanie oblężonego Az-Zintan. Wieczorem czołgi Kaddafiego obległy Adżdabiję. W nocy w Trypolisie zostali zwolnieni trzej dziennikarze uprowadzeni w Adżdabiji 19 marca. Rebelianci zmierzający do Adżdabiji zajęli port Zuteina.
Alianci zbombardowali bazę wojsk Kaddafiego pod atakowaną Misratą. Dwa naloty odbyły się ok. 10:45 i 12:45. Amerykanie przeprowadzili nalot na wrak utraconego dzień wcześniej samolotu F-15, dzięki czemu uniemożliwili ewentualne przejęcie go przez Libijczyków. Późnym wieczorem odbył się nalot na cele w miejscowości Dżafar na południowy zachód od Trypolisu.
Udział w interwencji wojskowej zapowiedziały też Rumunia i Holandia. Holandia deklaruje wysłanie w strefę konfliktu sześć myśliwców F-16 i okręt wojenny. Turcja zapowiedziała wysłanie do wybrzeży Libii sześciu okrętów, w tym jednego podwodnego.
Narodowa Rada Tymczasowa powołała Mahmuda Dżebrila na premiera rządu tymczasowego i wyznaczyła ministrów.
Unia Europejska zdecydowała o rozszerzeniu sankcji wobec Libii. Na czarną listę zostało wpisanych dziewięć libijskich firm naftowych i gazowych.

#### 24 marca
Siły koalicji przeprowadziły kolejne nocne bombardowanie celów w Libii. Rząd Kaddafiego oskarżył koalicję o zbombardowanie szpitala w Trypolisie. W czasie ataku odpalono 14 pocisków Tomahawk. W stolicy zginęło 18 osób – cywili i żołnierzy. W południe odbył się nalot na bazę wojskową Tadżura, na wschód od Trypolisu.
Brytyjczycy w nocy z pokładu z pokładu HMS Triumph odpalili rakiety Tomahawk, które spadły na Libię. Francuskie lotnictwo dokonało bombardowania bazy lotniczej Seba w środkowej części Libii, gdzie zbierali się najemnicy ściągani z Afryki subsaharyjskiej. Ponadto Francuzi zestrzelili nad Misratą libijski samolot, który naruszył strefę zakazu lotów. Libijską maszynę strącono za pomocą pocisku AASM. 26 marca podano, że samolotem tym był treningowy Galeb produkcji jugosłowiańskiej, a sam samolot ostrzelano już po wylądowaniu przez jego pilota na lotnisku.
Włoski minister obrony Ignazio La Russa poinformował, że włoskie myśliwce Tornado ECR wykonały do tej pory 10 misji i 32 patrole nad Libią. Do tamtej pory nie odpaliły żadnego pocisku.
Rano powstańcy ogłosili, że siły Kaddafiego wokół Misraty zostały zniszczone przez koalicyjne lotnictwo, a w pobliżu miasta zbombardowano zgrupowanie czołgów i samolot rządowy na podmiejskim lotnisku. Koalicyjne lotnictwo nie zaatakowało jednak wojsk rządowych w samym mieście, by nie narażać cywilów. Rano powstańcy informowali też, że w mieście obecni byli tylko snajperzy rządowi i zapowiadali ich pokonanie w najbliższym czasie. Po południu wojska rządowe otrzymały posiłki w postaci kolejnej kolumny pancernej i zdołały z marszu opanować port. Powstańcy do wieczora zabili w mieście 30 snajperów wojsk rządowych. Z portu wycofały się rządowe okręty wojenne, a sam port powrócił w ręce powstańców po walkach trwających do wieczora. Władze powstańcze w Misracie poinformowały też, że otrzymały od koalicji zapewnienie o przygotowywaniu konwojów z Malty z pomocą dla powstańców.
Przez cały dzień powstańcy bezskutecznie szturmowali Adżdabiję. Wieczorem na cele w Trypolisie spadły kolejne bomby. Wojsko libijskie odpowiedziało ogniem przeciwlotniczym.
Turcja ogłosiła, że państwa koalicji porozumiały się w sprawie przejęcia przez NATO dowodzenia nad operacją w Libii. Porozumienie zostało zawarte wieczorem podczas telekonferencji z udziałem Turcji, USA, Francji i Wielkiej Brytanii, gdy Amerykanie przekonali przeciwnych interwencji Turków. Na miejsce lokalizacji dowództwa operacji wyznaczono Neapol w południowych Włoszech.
Tunezja zamroziła majątek Muammara Kaddafiego i pięciu członków jego rodziny zgodnie z rezolucją ONZ.
Rząd Tymczasowy w Bengazi poinformował, że ma otrzymać od Wielkiej Brytanii pożyczkę w wysokości 1,1 mld dolarów.
Unia Afrykańska zaproponowała na 25 marca wspólne rozmowy przedstawicielom Kaddafiego, Narodowej Rady Tymczasowej, UE, RB ONZ i innych państw arabskich w Addis Abebie w Etiopii.
Władze libijskie poinformowały, że w wyniku bombardowań zginęło ok. 100 cywilów. Na dowód tego pokazali zagranicznym dziennikarzom 15 ciał. Koalicjanci zaprzeczyli, jakoby w nalotach miała ginąć ludność cywilna.
Wieczorem o 23:30 następcą tronu Zjednoczonych Emiratów Arabskich w telefonicznej rozmowie z Nicolasem Sarkozym, obiecał dostarczyć 12 samolotów (sześć myśliwców F-16 i sześć myśliwców Mirage).

#### 25 marca
Francuski samolot zbombardował rano pozycje libijskiej artylerii przeciwlotniczej pod Adżdabiją. Koalicja zniszczyła też szykującą się pod miastem do ataku kolumnę pancerną, w tej akcji brał udział samolot katarski. Po południu w okolicach tego miasta miały miejsce dwie eksplozje. Wieczorem rebelianci weszli po 10-dniowych walkach do Adżdabiji. Powstańcy poinformowali, że wzięli do niewoli dużo rządowych żołnierzy.
Łącznie od popołudnia 24 marca do 25 marca siły koalicji wykonały 153 loty nad Libią, zużywając 16 pocisków samosterujących Tomahawk. Do akcji tego dnia weszło lotnictwo katarskie.
Muammar Kaddafi ogłosił awansy wszystkich członków swoich sił zbrojnych i policyjnych za heroiczną walkę przeciwko krzyżowcom.
Wojsko libijskie ostrzelało północno-zachodnie przedmieścia Misraty przy pomocy moździerzy i czołgów, zabijając 6 osób, w tym troje dzieci. Armia wciąż podejmowała próby zdobycia miasta.
Po piątkowych modłach przed siedzibą Narodowej Rady Tymczasowej w Bengazi tysiące ludzi demonstrowało, wyrażając wdzięczność państwom koalicji za pomoc zbrojną. Wśród tłumu wiele było flag francuskich, brytyjskich i amerykańskich.
Podczas konferencji prasowej sekretarz generalny ONZ Ban Ki-moon zapewnił, że operacja przebiega pomyślnie. Na dowódcę misji NATO w Libii wybrano kanadyjskiego generała Charlesa Boucharda. Tego dnia NATO przejęło odpowiedzialność za operację morską.

### Kontrofensywa rebeliantów

#### 26 marca – odbicie Adżdabiji, Marsa al-Burajki i Al-Ukajli przez rebeliantów
W nocy na dzielnicę Trypolisu Tażura spadły trzy bomby. Lotnictwo koalicji zbombardowało także siły Kaddafiego na przedmieściach Misraty, w tym czołgi i składy amunicji.
Obecni w Adżdabiji zagraniczni korespondenci potwierdzili, że dzień wcześniej rebelianci opanowali miasto. We wschodnim sektorze miasta stało 20 spalonych czołgów. Po wkraczaniu sił powstańczych mieszkańcy miasta świętowali wyzwolenie. W zdobytym mieście pojmano gen. Bilgasim Al-Ganga, jednego z najważniejszych dowódców Kaddafiego. Powstańcy podjęli marsz w kierunku Marsa al-Burajka, a o godzinie 19 czasu lokalnego (18:00 czasu polskiego) AFP poinformowała, że powstańcy zdobyli także i to miasto, a siły Kaddafiego wycofały się z miasta w stronę Ras-al-Unuf. Wieczorem powstańcy dotarli od miasta Al-Ukajla, ok. 100 km na zachód od Adżdabiji.
Francuskie myśliwce wieczorem zniszczyły w Misracie przynajmniej pięć samolotów Galeb i dwa helikoptery Mi-35. Po nalocie ostrzał artyleryjski miasta osłabł, ale po południu został ponowiony, by wesprzeć zorganizowane wówczas natarcie pancerne. W ciągu tygodnia od 20 do 26 marca liczba ofiar pośród obrońców Misraty sięgnęła 115.

#### 27 marca – odbicie Ras al-Unuf i Bin Dżawad przez rebeliantów; przejęcie odpowiedzialności za strefę zakazu lotów przez NATO
Rząd libijski poinformował, że lotnictwo koalicji nocą bombardowało wojska Kaddafiego na drodze z Adżdabiji do Syrty. Ok. 10:30 czasu polskiego poinformowano, że powstańcy dotarli od miasta Al-Ukajla, ok. 13:30 poinformowano o zdobyciu Ras al-Unuf i odrzuceniu sił Kaddafiego na zachód od miasta, a ok. 15:00 przekazano wiadomość o zdobyciu Bin Dżawad. Ok. 19:00 poinformowano, że wojska Kaddafiego częściowo ewakuowały się z Syrty. Wieczorem rebelianci informowali, że weszli do miasta An-Naufalijja.
Po południu siły Kaddafiego ostrzelały Misratę. Tuż przed północą powstańcy poinformowali, że kontrolowali praktycznie całą Misratę.
Amerykański sekretarz stanu Robert Gates powiedział, że wywiad amerykański doniósł, że służby libijskie na miejsce ataków lotniczych sił koalicji podkładały ciała zabitych przez siebie ludzi, by za ich śmierć winą obciążyć państwa zachodnie.
Minister gospodarki, finansów i ropy w rządzie tymczasowym Ali Tarhuni poinformował, że Katar zgodził się sprzedawać ropę naftową ze złóż kontrolowanych przez powstańców. Planowane wydobycie ropy na obszarze kontrolowanym przez powstańców wynosić miało 300 tys. baryłek dziennie, a przed powstaniem cała Libia wydobywała 1,5 miliona.
NATO przejęło całkowitą odpowiedzialność za operacją morską i lotniczą. Zainicjowana została tym samym operacja Unified Protector.
Wieczorem lotnictwo koalicji zbombardowało Trypolis i Syrtę.

#### 28 marca – zatrzymanie kontrofensywy rebeliantów

Sytuacja na froncie wschodnim i w Misracie pod koniec marca

Nad ranem powstańcy ogłosili zdobycie Syrty. Poinformowali, że do miasta weszli ok. 1:30. Przebywający na miejscu reporterzy z zachodnich agencji prasowych zaprzeczyli wyparciu z miasta wojsk Kaddafiego. Od 6:20 do 6:35 przeprowadzone zostały naloty koalicji na miasto. AFP podała, że natarcie powstańcze zatrzymane zostało 140 km na wschód od Syrty, gdzie doszło do ciężkiego pojedynku ogniowego. Tuż przed południem powstańcy zdobyli ostatecznie położoną na drodze An-Naufalijję.
Rano wojsko Kaddafiego wycofało się z miasta Dżalu, 200 km na południe od Adżdabiji, a kontrolowane przez siły Kaddafiego miasto Sabha na południu Libii zostało zbombardowane ok. 4:00 nad ranem przez samoloty koalicji.
Rano siły Kaddafiego zaatakowały miasto Zintan na zachodzie kraju. Do południa wojska Kaddafiego zaatakowały Misratę, o czym poinformował rzecznik powstańców w mieście. Wojska rządowe wciąż korzystały ze snajperów rozmieszczonych na dachach budynków, 8 osób zginęło, a ponad 24 zostało rannych.
Katar jako drugie państwo uznał Tymczasową Radę Narodową za jedynego legalnego przedstawiciela Libii.
Wieczorem siły koalicji zaatakowały obszar West Mountain, w zachodniej części Trypolisu. Bomby spadły też na miejscowość Surman, ok. 45 km od Trypolisu. Zostały tam trafione cele cywilne i wojskowe. W mieście Tajura, oddalonym o 30 km od Trypolisu, doszło do dziewięciu gwałtownych eksplozji.

### Kontrofensywa sił rządowych

#### 29 marca – odbicie Bin Dżawad przez siły rządowe
W nocy odbyła się walka pod Syrtą. Siły Kaddafiego z ciężkiej artylerii ostrzelały rebeliantów, którzy zarządzili odwrót w kierunku Bin Dżawad. Po południu i to miasto zostało przez nich stracone na rzecz wojsk Kaddafiego, którzy podążyli za rebeliantami do Ras al-Unuf.

Sytuacja na froncie zachodnim na przełomie marca i kwietnia

Siły USA zaatakowały nocą trzy libijskie okręty ostrzeliwujące statek handlowy w Misracie. Jeden okręt osiadł na mieliźnie, drugi zatonął, trzeci porzuciła załoga. Siły rządowe kontynuowały ostrzał artyleryjski miasta, w wyniku którego zginęło 18 osób. Rano wojsko Kaddafiego podjęło też próbę szturmu od zachodu, a po południu od wschodu.
Wieczorem siły koalicji zbombardowały obiekty wojskowe w Tażurze pod Trypolisem.
Muammar Kaddafi wezwał grupę kontaktową, by zakończyła barbarzyńską ofensywę. Działania koalicji w Libii porównał do kampanii Hitlera w Europie. Libijska telewizja podała, że Chamis al-Kaddafi, jeden z synów Muammara żyje, na dowód wyemitowano wideo.
USA wyznaczyły łącznika przy Narodowej Radzie Tymczasowej, a Francja zapowiedziała wysłanie do Bengazi ambasadora.

#### 30 marca – odbicie Ras al-Unuf przez siły rządowe
Nocą siły koalicji zbombardowały cele w Trypolisie i jego okolicach, w tym dzielnicę Al-Azizja, gdzie znajduje się też rezydencja Kaddafiego. W nocy bombardowanie w Libii przeprowadziło belgijskie lotnictwo, uczestniczące w natowskiej operacji Unitifed Protector. W akcji uczestniczyły cztery samoloty typu F-16.
Wskutek nalotu sił koalicji na Zawija al-Arkub, wioski leżącej 15 km od Marsa al-Burajki, zginęło siedmiu cywilów, a 25 zostało rannych. Ofiary to cztery kobiety i troje dzieci.
Siły rządowe prowadzące drugą ofensywę pokonały rebeliantów w Ras al-Unuf. Wojsko zaatakowało buntowników rakietami Grad o zasięgu 40 km. Rebelianci zarządzili pełny odwrót. Przed południem w okolicach wioski Ak-Ukajala, pomiędzy Ras al-Unaf i Marsą al-Burajką, spadły bomby. Siły powstańcze wycofały się do Adżabiji, informując, że siły Kaddafiego zostały wsparte przez Gwardię Republikańską Czadu.
Siły Kaddafiego kontynuowały ostrzał Misraty. Zginęło 20 osób. Do oblężonego miasta dotarły dwa statki z pomocą humanitarną, które następnie ewakuowały rannych.
Szef libijskiego MSZ Musa Kusa w proteście przeciw atakom wojsk Kaddafiego na ludność cywilną uciekł do Londynu, by uzyskać azyl polityczny. Początkowo Libia informowała, że wyruszył w podróż dyplomatyczną.

#### 31 marca
O godz. 8:00 pełną odpowiedzialność za operację militarną przejęło oficjalnie NATO.
Tunezja zamroziła aktywa Kaddafiego.
Wycofujące się w stronę Adżdabiji siły powstańcze zatrzymały się pod Bregą, gdzie podjęto kolejną próbę zatrzymania armii Kaddafiego poprzez walkę zbrojną.
Przedstawiciel Watykanu bp Martinelli poinformował, że dowiedział się od świadków, iż na skutek natowskiego bombardowania zawalił się budynek mieszkalny w mieście Buslim (pod Trypolisem). Zginęło tam 40 cywilów.
Do Tunezji uciekło kilku wysokich urzędników: szef wywiadu Abuzeid Dorda, rzecznik parlamentu Mohamed Abdul Quasim i dyplomata ds. kontaktów z Europą Abdelati al-Obaidi. Natomiast prezes Narodowej Libijskiej Korporacji Naftowej, Shokri Ghanem, zdementował informacje o swojej ucieczce z kraju.

### Stabilizacja frontu wschodniego

#### 1 kwietnia
Cały dzień trwały ciężkie walki o miasto Marsa al-Burajka. Siły NATO zbombardowały przedmieścia miasta, w wyniku czego poległo 10 rebeliantów. W czasie walk rebelianci poinformowali, iż są skorzy do rozejmu. Jednak postawili warunki – wszyscy Libijczycy muszą mieć pełną swobodę wyrażania swych poglądów.
Nad ranem w Trypolisie doszło do 20 minutowej wymiany ognia. Po południu doszło do kolejnego szturmu na Misratę. Wojsko Kaddafiego użyło moździerzy, artylerii oraz czołgów.
Szwedzki parlament podjął decyzję o wysłaniu 10 samolotów w celu wsparcia operacji NATO w Libii.
Libijski rząd odrzucił warunki zawieszenia broni zaproponowane przez powstańców, którzy żądali by siły Kaddafiego wycofały się z kontrolowanych miast.
Po tygodniowej przerwie w walkach w górach Dżabal Nafusa, wojsko Kaddafiego odpaliło kilka rakiet Grad na Az-Zintan. Rozpoczęło się oblężenie miasta Kikla oraz miał miejsce atak na miejscowość Aquilla.
Wieczorem koalicja zbombardowała miasta Al-Chums i Arrujban, leżące na froncie zachodnim. W dwa dni NATO wykonało łącznie 148 lotów bojowych.

#### 2 kwietnia
W nocy z 1 na 2 kwietnia siły Kaddafiego ponownie ostrzelały miasto Marsa al-Burajka, a od rana w trwały walki w pobliżu położonego na obrzeżach miasta uniwersytetu, który stał się ostatnim punktem oporu wojsk Kaddafiego w mieście.
W nocy siły Kaddafiego kontynuowany ostrzał Misraty. W ciągu trzech dni śmierć poniosło tam 28 osób. Działała tam czynnie artyleria oraz czołgi. Koalicja dokonała nalotu na miasto Al-Chums, leżące 120 km od Trypolisu. Francuskie lotnictwo zniszczyło pięć czołgów w Syrcie.
Libijska opozycja przejęła miasto Kufra, leżące w południowo-wschodniej części Libii.

#### 3 kwietnia
Od rana siły Kaddafiego prowadziły ostrzał Misraty, w wyniku ostrzału zginęła co najmniej jedna osoba, a 71 zostało rannych. Od początku wybuchu walk zginęło w tym mieście od 600 do 1000 ludzi.
Walki w Marsa al-Burajka toczyły się w pobliżu zajętego przez lojalistów uniwersytetu. Siły rządowe zaatakowały dzielnicę przemysłową, gdzie doszło do pojedynków artyleryjskich. Armia kontrolowała teren w promieniu 3 km od uniwersytetu. Wieczorem koalicja dokonała bombardowań w mieście, jednak nie przyniosły one większych zmian, gdyż, pociski nie trafiły w pozycje wojska.
Siły Kaddafiego kontynuowały też ostrzał Jafranu, w tym dzielnice mieszkalne, za pomocą rakiet Grad. Zginęły dwie osoby, a cztery zostały ranne.
Francuskie lotnictwo zniszczyło kilka pojazdów opancerzonych w Ras al-Unuf. NATO wykonało 184 loty bojowe.

#### 4 kwietnia
Rano rebelianci uderzyli w Marsa al-Burajkę od strony zachodniej, walki artyleryjskie toczyły się w odległości 1 km od uniwersytetu.
Siły Kaddafiego kontynuowały ostrzał Misraty. Wojsko użyło artylerii i granatników, ostrzeliwane były także dzielnice mieszkalne. Władze powstańcze Misraty nie były w stanie podać liczby ofiar.
Armia libijska odbiła miasto Kikla na froncie zachodnim.
Kuwejt i Włochy uznały Tymczasową Radę Narodową za jedyną legalną władzę w Libii. Katar ogłosił, że pozytywnie rozważył prośbę rebeliantów o dozbrajanie ich oddziałów. Powstańcy toczyli w tej sprawie rozmowy także z państwem egipskim.
Ukraiński okręt ewakuował z Trypolisu 85 Ukraińców i 108 obywateli innych państw.
Libijska misja dyplomatyczna prowadziła rozmowy z rządem Malty ws. pomocy tego kraju w negocjacjach z państwami zachodnimi i powstańcami.
New York Times poinformował, że dwaj synowie Muammara Kaddafiego, zwolennicy reform Saif al-Islam i Saadi, planowali przejąć władzę nad Libią, a ich ojciec rozważał możliwość oddania im kontroli nad państwem.
Wieczorem telewizja państwowa pokazała Kaddafiego na wiecu poparcia w Trypolisie.

#### 5 kwietnia
Kolejny dzień trwały ciężkie walki w Misracie, gdzie w czasie trwającego od 10:00 do 17:00 ostrzału artyleryjskiego zginęły 2 osoby, a 26 zostało rannych. Trwały także walki o Marsa al-Burajkę, żadna ze stron nie zdołała uzyskać jednak znaczącej przewagi, a intensywność walk była niewielka.
Armia USA wycofała z Libii swoje samoloty bojowe, pozostawiając je jednak w gotowości i ograniczając się do wsparcia misji rozpoznawczych i logistycznych. Wiąże się to z przejęciem operacji lotniczej przez NATO i chęcią USA do zmniejszenia swojego wkładu w działania koalicji. NATO podsumowało także pierwsze dni swoich działań w Libii, informując że od przejęcia dowództwa nad operacją 31 marca do 5 kwietnia siły NATO przeprowadziły 851 lotów bojowych, atakując cele naziemne, radary, składy amunicji, wozy pancerne i wyrzutnie rakiet. W sumie NATO oszacowało, że do 5 kwietnia naloty zniszczyły jedną trzecią potencjału militarnego armii Kaddafiego.
Rząd Kaddafiego wyraził gotowość rozmów z powstańcami o przyszłości kraju, wykluczył jednak negocjowanie odejścia samego Kaddafiego, tłumacząc, że tylko całość społeczeństwa może w tej kwestii podjąć decyzję.

#### 6 kwietnia – zdobycie Marsa al-Burajki przez siły rządowe

Sytuacja na froncie wschodnim po wygaszaniu walk

Wojsko Kaddafiego wyparło powstańców z miasta Marsa al-Burajka. W obawie przed zbliżającym się frontem ewakuowano szpital w Adżdabiji, rozpoczęły się także ucieczki cywilów z tego drugiego miasta.
6 kwietnia w Misracie siły Kaddafiego zabiły w sumie pięć osób cywilnych, a 25 zostało rannych. W nocy z 6 na 7 kwietnia lotnictwo NATO zbombardowało pozycje wojsk Kaddafiego.
Z Tobruku wypłynął tankowiec z ropą naftową, co zapoczątkowało eksport ropy przez rząd powstańczy.
Białoruski MSZ zaprzeczył, jakoby w Libii działali białoruscy specjaliści wojskowi. Powstańcy poinformowali natomiast, że otrzymywali lekką broń od niesprecyzowanej grupy państw. O sprawie poinformowała rosyjska gazeta Komsomolskaja Prawda, która podała także, że są to w większości weterani elitarnego 334. oddziału sił specjalnych.

#### 7 kwietnia
Według lekarza z Adżdabiji, z którym rozmawiał reporter BBC, w wyniku uderzenia lotniczego dokonanego przez samoloty NATO zginęło co najmniej 12 rebeliantów. Zdarzenie miało miejsce na drodze z Adżdabiji do Marsa al-Burajki, kiedy samoloty sojuszu zaatakowały pozycje rebelianckich czołgów.

#### 8 kwietnia
Siły rządowe rozpoczęły po południu od zachodu ostrzał artyleryjski Adżdabiji.
Lotnictwo NATO uderzyło w magazyny broni należących do sił Kaddafiego w odległości 15 km na południowy wschód od Az-Zintan. Tego dnia samoloty NATO wykonały nad Libią 156 lotów, z czego ponad 60 atakowano bojowych.
Wieczorem walki w Misracie przybrały na sile, wojsko używało do ostrzału rakiet i ciężkiej artylerii. Zginęło 3 cywili i 2 dzieci, 10 osób zostało rannych. Powstańcy skrytykowali NATO za brak pomocy dla miasta. Walki szczególnie silne były we wschodniej części miasta.
W Bengazi ok. 400 osób demonstrowało, wznosząc hasła antynatowskie, po tym jak dzień wcześniej samoloty NATO omyłkowo zbombardowały wojska powstańców. Sekretarz generalny NATO złożył w piątek „wyrazy głębokiego ubolewania z powodu tego nieszczęśliwego incydentu”.

#### 9 kwietnia
Kolejny dzień trwały walki w Misracie, z rąk żołnierzy Kaddafiego zginęło minimum 30 ludzi. Siły NATO wzmogły naloty na wojska Kaddafiego w Misracie.
NATO poinformowało o zniszczeniu w ciągu dwóch dni pod Misratą 15 czołgów Kaddafiego i kolejnych dwóch w okolicach Marsy a-Burajki oraz zapasów amunicji na wschód od Trypolisu. Ponowiono też oskarżenie pod adresem wojsk Kaddafiego o używanie żywych tarcz.
Al-Dżazira podała, że wojska Kaddafiego przełamały obronę sił powstańczych, wspieranych przez lotnictwo NATO, pod Adżdabiją.
Powstańcy oświadczyli, że odrzucili z góry wszelkie warianty zawieszenia broni, które zakładały pozostanie u władzy Kaddafiego lub jego synów.
Kaddafi wystąpił publicznie w trypolitańskiej szkole.

#### 10 kwietnia
Przed południem samoloty NATO zniszczyły 25 czołgów Kaddafiego w Adżabiji, pomagając powstańcom wyprzeć armię rządową z miasta. Zmalał też nacisk na Misratę.
Prezydenci RPA, Mali, Mauretanii, Konga i delegat prezydenta Ugandy spotkali się z Kaddafim w Trypolisie i porozumieli się w sprawie warunków ogłoszenia rozejmu z powstańcami.
NATO wykonało 154 lotów bojowych z czego w 70 przypadkach bombardowano cele.

#### 11 kwietnia – odparcie przez rebeliantów ataku na Adżdabiję
Rebelianci wyparli lojalistów Kaddafiego z miasta Adżdabija. Walki przeniosły się wieczorem na zachód od miasta, gdzie w ataku rakietowym zginęło trzech bojowników. Natomiast nieustanne walki toczyły się w Misracie, gdzie zginęło 10 osób w tym dwoje dzieci, a 10 odniosło obrażenia.
Powstańcy odrzucili ofertę Unii Afrykańskiej ws. zawarcia rozejmu w Libii.
Od 31 marca NATO wykonało 1721 lotów bojowych z czego w 713 przypadkach bombardowano cele.

#### 12 kwietnia

Sytuacja nad Zatoką Syrty w momencie stabilizacji frontu

Rebelianci odpychali siły rządowe od Adżdabiji, walki toczyły się na zachód od miasta. W nocy w okolicy miasta było słychać eksplozje bomb zrzucanych przez samoloty NATO. Siły NATO dokonały 159 misji bojowych, w tym 60 nalotów.
W Misracie rebelianci odparli atak artyleryjski w dwóch dzielnicach.

#### 13 kwietnia
W Dosze zebrała się grupa kontaktowa, która domagała się ustąpienia Kaddafiego.
Siły NATO w nalotach zniszczyły 16 czołgów libijskich. 12 z nich w pobliżu Misraty, a resztę w Syrcie. Ponadto wyeliminowano działko przeciwlotnicze i półciężarówkę, używaną przez lojalistów. Rebelianci zdobyli przewagę podczas bitwy o centrum i wschodnie dzielnice Misraty.
W Bengazi wylądował Airbus z 10 tonami leków. To pierwszy lot humanitarny z Francji dla Libii.

#### 14 kwietnia
Nad ranem libijskie wojsko przeprowadziło atak co najmniej 80 rakietami Grad w Misracie, zabijając 23 osoby, a 40 odniosło rany. Ofiary to cywile, w większości to kobiety i dzieci.
Artyleria libijska ostrzelała samoloty patrolujące NATO nad Trypolisem. Władze libijskie oskarżyły lotnictwo NATO o dokonanie nalotów na miasto i dzielnicę, w której mieściła się rezydencja Muammara Kaddafiego. W mieście doszło do czterech eksplozji. NATO poinformowało, że eksplozje nie były wynikiem bombardowań lotnictwa koalicji, a na Trypolis nie spadła tego dnia żadna bomba.
W Adżdabiji konwój 60 pojazdów rebeliantów został ostrzelany przez armię libijską.

#### 15 kwietnia
Siły rządowe odpaliły w Misracie ok. 120 pocisków rakietowych. W wyniku ostrzały śmierć poniosło osiem osób, a siedem zostało rannych. Z oblężonej Misraty rano ewakuowało się 1200 obywateli państw Afryki i Azji. Ponadto do miasto przywieziono 400 ton pomocy humanitarnej. Po południu i wieczorem walki przybrały na sile. Rebelianci oskarżyli wojska rządowe, że w walce używają bomb kasetowych. Informacje potwierdził The New York Times, który opublikował zdjęcia bomb, których użycie zostało zakazane przez prawo międzynarodowe w 2010. Pod Adżdabiją doszło do potyczki między stronami, w wyniku której zginął jeden rebeliant.
Ośmiu rebeliantów zostało zabitych i 11 ranionych w ciężkich walkach w pobliżu Az-Zintan, podczas którym schwytano także kilku żołnierzy. Rebelianci podali również, że NATO uderzyło w jednostki pancerne lojalistów w okolicach miasta Az-Zintan.
Rano doszło do trzech nalotów NATO pod Trypolisem. Wieczorem koalicja uderzyła na miasto Al-Assa, 170 km na zachód od stolicy kraju.

#### 16 kwietnia
Rano lojaliści ostrzelali dzielnicę przemysłową Misraty. Odpalono co najmniej 100 pocisków rakietowych typu Grad. Walki toczyły się w pobliżu portu, gdzie tysiące cywilów czekało na ewakuację z miasta droga morską.
Rebelianci wzmacniali swoje pozycję pod Adżdabiją. Na pustyni pod tym miastem operowały grupy wojska rządowego. Wykorzystując czterodniowe naloty NATO na grupy lojalistów, rebelianci w południe dotarli na przedmieścia Marsa al-Burajki. Po południu w czasie walk pod Marsą al-Burajką zginęło sześć osób, a 20 odniosło obrażenia
NATO wykonało 145 lotów bojowych i 58 operacji rozpoznawczych, niszcząc pięć bunkrów koło Syrty, dwa czołgi niedaleko Zintanu i dwa koło Misraty oraz cztery bunkry koło Trypolisu. Łącznie od początku misji w Libii NATO przeprowadziło do tego dnia 3670 operacji powietrznych.

#### 17 kwietnia
Rano siły Kaddafiego ostrzelały Misratę. Zginęło co najmniej 6 osób, a 47 zostało rannych.
Wojsko Kaddafiego rakietami ostrzelało powstańców stacjonujących na przedmieściach Adżdabiji, wielu z nich uciekło przed ostrzałem na wschód. Nasilone walki pomiędzy Adżdabiją i Marsa al-Burajką trwały drugi dzień.

#### 18 kwietnia
Wojska Kaddafiego drugi dzień prowadziły intensywny ostrzał miast Nalut i Jafran na południowy zachód od Trypolisu. W sumie w dwóch miastach zginęło 17 i 18 kwietnia 110 powstańców i cywilów.
Walki nadal trwały w Misracie, gdzie zginęło 15 osób. Ponadto pojmano 30 żołnierzy i zniszczono 30 czołgów. Władze powstańcze w Misracie podsumowały, że od końca lutego zginęło w mieście ok. 1000 osób, a 300 zostało rannych.
Wieczorem NATO zbombardowało koszary 32. brygady Muammara Kaddafiego pod Trypolisem.

### Intensyfikacja walk na froncie zachodnim

#### 19 kwietnia
Koalicja zbombardowała Trypolis i Syrtę. Jednocześnie siły Kaddafiego atakowały za pomocą moździerzy i rakiet północny zachód Misraty. Ostrzelano Nalut w wyniku czego zginęły cztery osoby. Wieczorem walki wybuchły przy granicy z Tunezją i toczyły się o przejście graniczne w Wazzinie.
Rebelianci oficjalnie poprosili siły zachodnie o interwencję lądową ze względu na krytyczna sytuację humanitarną w Misracie. Jednak sojusz był przeciwny przeprowadzeniu lądowej operacji.

#### 20 kwietnia
Rebelianci wzmocnili fortyfikacje pod Adżdabiją. NATO uderzyło w cele telekomunikacji radiowej i telewizyjnej w kilku miastach.
W Misracie walka toczyła się na głównej arterii miasta, którą w połowie kontrolowali lojaliści i siły opozycyjne. W wyniku ostrzału moździerzowego zginęli dwaj dziennikarze: brytyjski fotoreporter wojenny Tim Hetherington oraz Amerykanin Chris Hondros, a dwóch innych reporterów zostało poważnie rannych. Ponadto życie straciło pięciu cywilów.
Libijskie władze zapowiedziały przeprowadzenie wyborów pod nadzorem ONZ w ciągu 6 miesięcy, jeśli NATO zakończy naloty. Tymczasem Francja odpowiedziała na wcześniejszy apel rebeliantów i zapowiedziała zwiększenie częstotliwości nalotów.
Dwa francuskie myśliwce Mirage biorące udział w operacji zostały zmuszone lądować na Malcie, gdyż skończyło się im paliwo.
Do Bengazi dotarł pierwszy transport broni ręcznej z Kataru, państwa zachodnie zdystansowały się od tych działań.
Wieczorem NATO zbombardowały bunkry Challat al-Fardżan pod Trypolisem. Według oficjalnych libijskich agencji zginęło 7 cywilów, a 18 zostało rannych. NATO zaprzeczyło, jakoby zginęli cywile.

#### 21 kwietnia - odbicie Wazzinu przez rebeliantów
Rebelianci przejęli kontrolę na przejściem granicznym w Wazzin, na granicy libijsko-tunezyjskiej. W pobliżu granicy walki toczyły się od wieczoru 19 kwietnia. 150-200 pokonanych i rozbrojonych żołnierzy Kaddafiego przekroczyło granicę z Tunezją, szukając tam schronienia. 13 lojalistów, w tym oficerowie i generał oddało się w ręce bojowników.
Siły Kaddafiego zamordowały 9 ochroniarzy ropociągów w Marsa al-Burajce.
Washington Post napisał, że w obliczu wysyłania instruktorów wojskowych do Libii, operacja koalicji weszła w kolejną fazę. Jednocześnie libijskie siły rządowe zmieniły taktykę walki. Dotychczas przeciwko rebeliantom wysyłano czołgi oraz pojazdy opancerzone. Armia poruszała się w kolumnach czołgów, które były bombardowane przez lotnictwo koalicji. W wyniku tego do walki wysłano pick-upy uzbrojone w karabiny. Ta zmiana spowodowała, że NATO miało większe problemy z naprowadzeniem na cele pocisków w obawie przed zaatakowaniem cywilnego pojazdu.

#### 22 kwietnia
Dowódca Kolegium Połączonych Szefów Sztabów poinformował, że wojska lotnicze koalicji unieszkodliwiły 30-40% sił lądowych Kaddafiego.
Powstańcy odnieśli lokalny sukces w Misracie, wypierając z części centrum miasta wojska rządowe, które broniły się na swoich pozycjach od wielu dni. Zdobyto także wieżowiec, z którego ostrzał prowadzili snajperzy Kaddafiego. Opozycja zdementowała też informacje podane przez media w Trypolisie, które mówiły o kontrolowaniu przez siły Kaddafiego 80% miasta.
NATO uderzyło w pod Az-Zintan. Zniszczeniu uległy dwa czołgi, dwa bunkry i kilka budynków.
Do Bengazi przyleciał senator John McCain, jeden z głównych zwolenników interwencji w Libii, którego celem wizyty było spotkanie z przedstawicielami Narodowej Rady Libijskiej. Dowódca Kolegium Połączonych Szefów Sztabów poinformował, że wojska lotnicze koalicji unieszkodliwiły 30-40% sił lądowych Kaddafiego. Barack Obama dał przyzwolenie na użycie samolotów bezzałogowych w operacji nad Libią.

#### 23 kwietnia - siły rządowe zdobyły Jafran
Ujęci w Misracie jeńcy z armii Kaddafiego zeznali, że wojska rządowe dostały rozkaz wycofania się z Misraty. W czasie wycofywania się z miasta rannych zostało 12 żołnierzy wojsk Kadddafiego. Rząd Kaddafiego poinformował, że wojsko dostało rozkaz wycofania z miasta, a powstańcy otrzymali 48-godzinne ultimatum na poddanie Misraty, po którym do walki wejść mają lokalne plemiona. Powstańcy wieczorem poinformowali, że siły Kaddafiego opuściły Misratę, ale pozostały w rejonie miasta i kontynuowały ostrzał. Powstańcy utworzyli w opuszczonych przez wojsko rejonach miasta nowe punkty oporu i posterunki. W walkach o miasto tego dnia zginęło 28 osób, a 100 zostało rannych, odnaleziono liczne zaminowane ciała ofiar. Był to najkrwawszy dzień podczas dwóch miesięcy walk o Misratę. Lotnictwo NATO w okolicach Misraty zniszczyło siedem wieloprowadnicowych wyrzutni niekierowanych pocisków rakietowych, samobieżną wyrzutnię kierowanych przeciwlotniczych pocisków rakietowych bliskiego zasięgu SA-8, trzy ciężkie transportery, dwie hale na pojazdy, bunkier kontrolny, czołg i ciężarówkę. W Syrcie zniszczono bunkier, czołg i kilka pojazdów. Łącznie lotnictwo sił międzynarodowych wykonało tego dnia 56 misji bojowych, a liczba lotów od początku interwencji w Libii wynosi ok. 3600.
Po południu po raz pierwszy użyto w Libii samolotu bezzałogowego Predator. Celem była wyrzutnia rakietowa, używana do ostrzału Misraty. Władze Libii oskarżyły NATO o śmierć trzech osób, zabitych w czasie porannego nalotu na kompleks budynków będących rezydencją Kaddafiego.
W Trypolisie trafiono obrony przeciwlotniczej. Ponadto NATO zaatakowało stanowiska wojsk rządowych pod Misratą. W wyniku uderzenia zniszczono siedem wyrzutni niekierowanych pocisków rakietowych, trzy ciężkie transportery, dwie hale na pojazdy, bunkier kontrolny, czołg i dużą ciężarówkę. W Syrcie zbombardowano bunkier, czołg oraz kilka pojazdów opancerzonych. Łącznie koalicja wykonała 56 lotów bojowych.
Wojska Kaddafiego opanowały miasto Jafran, położony na południowy zachód od Trypolisu. W walkach zginęło siedmiu rebeliantów, a 11 zostało rannych. Jednocześnie lojaliści rozpoczęli oblężenie Wazzin, które utracili dwa dni wcześniej.
Władze Libii oskarżyły NATO o śmierć trzech osób, zabitych w czasie porannego nalotu na kompleks budynków będących rezydencją Kaddafiego. W Trypolisie trafiono obrony przeciwlotniczej. Ponadto NATO zaatakowało stanowiska wojsk rządowych pod Misratą. W wyniku uderzenia zniszczono siedem wyrzutni niekierowanych pocisków rakietowych, trzy ciężkie transportery, dwie hale na pojazdy, bunkier kontrolny, czołg i dużą ciężarówkę. W Syrcie zbombardowano bunkier, czołg oraz kilka pojazdów opancerzonych. Łącznie koalicja wykonała 56 lotów bojowych.

#### 24 kwietnia
Mimo opuszczenia Misraty przez lojalistów w nocy było słychać wymianę ognia, a na miasto spadło kilka rakiet Grad. Libijscy przywódcy plemienni wyznaczyli rebeliantom 48-godzinne ultimatum na wypracowanie porozumienia i zagrozili, że jeżeli do niego nie dojdzie, to zaatakują ich pozycje. Mimo trwania rokowań, ciężkie walki toczyły się w centrum i wzdłuż głównej arterii - ulicy Trypolitańskiej. Wojsko Kaddafiego prowadziło tam ostrzał artyleryjski. Tego dnia w Misracie zginęło 8 osób.
Siły NATO zaatakowały w południe wojska lojalistów na północny zachód i południe od Adżdabiji.
Późnym wieczorem wojsko Kaddafiego odpaliło rakiety Grad w oblężonym od marca mieście Zintan. Śmierć poniosły cztery osoby, a 9 odniosło obrażenia.
Przywódca Narodowej Rady Tymczasowej Mustafa Muhammad Abd ad-Dżalil oświadczył, że rebelianci otrzymali broń od bliżej niesprecyzowanych sojuszników.

#### 25 kwietnia
W atakach rakietowych wojsk Kaddafiego na dzielnice mieszkaniowe Misraty zginęło co najmniej 30 ludzi, a 60 zostało rannych. Rebelianci podali, że lojaliści zostali wyparci na obrzeża Misraty.
W nocy siły NATO zbombardowały Telewizję Libijską, Dżamahiriję i Szababiję. Po półgodzinnej przerwie wszystkie trzy stacje wznowiły emisję. Rano siły NATO zbombardowały natomiast kompleks budynków rządowych w Trypolisie za pomocą czterech rakiet. 45 osób zostało rannych, 15 poważnie, kilka uznawanych został za zaginione.

#### 26 kwietnia
Siły Kaddafiego przez cały dzień atakowały port w Misracie, po stronie powstańców było co najmniej 3 zabitych i 10 rannych. Do portu w Misracie przybił statek Światowego Programu Żywnościowego. Na zachodzie kraju powstańcy zdobyli wieś Al Majabira.
NATO zdecydowało o wysłaniu przedstawiciela do Bengazi. Rząd Kaddafiego poprosił Rosję o zwołanie nadzwyczajnego posiedzenia Rady Bezpieczeństwa ONZ w związku z napaścią państw zachodnich na jej terytorium, czego Rosja dwa dni później odmówiła.
USA zgodziło się na zawarcie kontraktów naftowych z rebeliantami, którzy wydobywali ropę z terenów nieobjętych kontrolą władzy centralnej.
Francuskie samoloty rozpoczęły bombardowania za pomocą bomb z betonu, bez materiałów wybuchowych, co miało na celu zmniejszyć niebezpieczeństwo spowodowania szkód materialnych i ofiar cywilnych. Pierwsze bombardowanie tego typu zastosowano przeciwko wojskom pancernym Kaddafiego w rejonie Misraty.

#### 27 kwietnia
Nocne naloty NATO na Misratę spowodowały wycofanie się wojsk rządowych z jednej z pozycji wokół portu. Uderzenia zniszczyły 37 pojazdów wojskowych, jednak rano ostrzał został wznowiony. Po południu kontynuowany był ostrzał moździerzowy na zachodzie miasta. W nalotach NATO zginęło omyłkowo 12 libijskich powstańców, a 40 zostało rannych. Agencja dpa poinformowała też, że powstańcy zwrócili się do USA o włączenie do działań samolotów bliskiego wsparcia sił lądowych A-10, które charakteryzują się precyzyjnym prowadzeniem ognia.
W bazie Sigonella na Sycylii, rozbił się myśliwiec koalicji typu F-16. Pilot ze Zjednoczonych Emiratów Arabskich bezpiecznie się katapultował.
Lojaliści zaatakowali 20 rakietami Grad oblężone miasto Az-Zintan. W wyniku ataku uszkodzony został szpitalny parking, a także główne wejście i wjazd dla karetek. Ranne zostały trzy osoby. Wielu mieszkańców miasta uciekło do Tunezji.

#### 28 kwietnia - odbicie Wazzinu przez siły rządowe
Wojska Kaddafiego odbiły przejście graniczne z Tunezją Wazzin-Az-Zahibat, zdobyte przez powstańców w poprzednim tygodniu. W czasie starć z powstańcami wojska Kaddafiego wtargnęły na terytorium Tunezji i ostrzelały tunezyjskie posterunki na przejściu granicznym, co spotkało się z potępieniem ze strony władz tego kraju i żądaniem zaprzestania naruszania granicy przez libijskie wojsko.
Wojsko libijskie odbiło miasto Kufra, leżące w południowo-wschodniej części Libii.
Przebywający z wizytą w Brukseli głównodowodzący wojsk powstańczych Abd al-Fatah Junis zwrócił się państw zachodnich o dostarczenie siłom powstańczym śmigłowców i pocisków przeciwpancernych oraz ostrzegł przed możliwością użycia przez Kaddafiego broni chemicznej.
EU Observer poinformował, że wśród najemników znaleźli się Belgowie, Francuzi, Grecy, a także Polacy, którzy głównie zajmowali się obsługą śmigłowców. W Libii łącznie przebywało 300 do 500 europejskich najemników, którzy byli głównie specjalistami od sprzętu, obsługi ciężkiej broni, śmigłowców, taktyki wojennej i dowodzenia. Otrzymywali kilka tysięcy dolarów dziennie.

#### 29 kwietnia - walki libijsko-tunezyjskie, porażka sił Kaddafiego
Doszło do intensywnego starcia między siłami Kaddafiego i wojskami tunezyjskimi w tunezyjskim mieście granicznym Az-Zahibat. Wojsko Kaddafiego zaatakowało w mieście libijskich powstańców, którzy wycofali się do niego po zajęciu dzień wcześniej przejścia granicznego Wazzin-Az-Zahibat przez armię Kaddafiego. Armia libijska ostrzelała miasto, w wyniku ostrzału miasta zginęła Tunezyjka. Tunezyjskie wojsko powstrzymało natarcie na obrzeżu miasta, ale kilka libijskich pojazdów pancernych dostało się do centrum. W wymianie ognia zginęło lub zostało rannych wielu żołnierzy Kaddafiego. Ostatecznie tunezyjskie wojsko wyparło wroga z miasta, żołnierze Kaddafiego wycofali się na swoją stronę granicy. Po kilku godzinach bitwy powstańcy ponownie kontrolowali przejście graniczne. Spodziewając się ataku Kaddafiego na przejście, tunezyjskie służby graniczne już wcześniej wycofały swoich ludzi z posterunków granicznych. Incydent został zdecydowanie potępiony przez władze Tunezji.
Wojsko Kaddafiego ostrzelało ponownie Misratę. W atakach moździerzowych zginęło 12 osób. NATO przejęło kilka jednostek pływających Kaddafiego, które minowały podejście do portu w Misracie, co miało uniemożliwić dostęp do miasta m.in. statków z pomocą humanitarną. Strona rządowa, podała, że wojsko zdobyło port w Misracie. Nie potwierdziły tego międzynarodowe agencje.
Rano doszło do ataków lotniczych NATO na siły Kaddafiego w okolicy miasta Az-Zintan, które ostrzeliwały kontrolowane przez powstańców miasto. Po nalocie siły Kaddafiego zaprzestały bombardowania.
Marynarka NATO zatrzymała libijskie stawiacze min w porcie w Misracie. Jednostki zaminowywały redę portu.

#### 30 kwietnia
Muammar Kaddafi zaapelował do krajów NATO o podjęcie rokowań, które zakończyłyby ataki lotnicze na Libię. Zadeklarował gotowość do zawieszenia broni. Zapowiedział jednocześnie, że nie opuści kraju.
Walki o Misratę przeniosły się na obrzeża miasta.
W wyniku nocnego nalotu bombowego na Trypolis zginął młodszy syn Muammara Kaddafiego, Saif al-Arab oraz trzech jego wnuków. Informacji tej nie potwierdziło NATO, które podało, że zaatakowały obiekty rządowe i wojskowe w Trypolisie. Informację potwierdził natomiast katolicki biskup Giovanni Innocenzo Martinelli, który miał widzieć ciało osobiście. Trzynaście bomb koalicji spadło także na Misratę.

#### 1 maja
Wojska Kaddafiego ostrzelały przedmieścia tunezyjskiej Dehiby, prawdopodobnie nie było ofiar. Strona tunezyjska zamknęła przejście, a na granicy rozmieszczono strażników granicznych, by zapobiec wtargnięciu Libijczyków.
Wojska Kaddafiego zbombardowały Zintan rakietami Grad i pociskami moździerzowymi. Tej samej broni użyto do ostrzelania portu w Misracie i znajdującego się w nim statku. Według powstańców statek przywiózł pomoc humanitarną, według rządu Kaddafiego broń.
Na wieść o śmierci Saifa al-Araba Kaddafiego, tłumy zwolenników władzy w Trypolisie zaatakowały placówki dyplomatyczne Wielkiej Brytanii, USA i Włoch oraz biura ONZ. Po ataku ONZ wycofała z Libii personel.
NATO wykonało 165 lotów bojowych, wystrzeliło 60 pocisków. Celami lotnictwa były skład broni pod Trypolisem, trzy składy broni pod Mizda, dwa składy broni pod Az-Zintan: sześć składów broni pod Syrtą oraz trzy uzbrojone samochody i jedna ciężarówka. Pod Marska al-Burajką zniszczono jeden czołg i działo przeciwlotnicze.

#### 2 maja
Ciężkie walki w Misracie trwały całą noc. Do miasta ze strony południowo-zachodniej wjechało co najmniej pięć czołgów, które wjechały na lotnisko by uniknąć bombardowania ze strony NATO. W wymianie ognia z rebeliantami zginęło sześć osób.
Lotnictwo NATO dokonało w nocy ataku na pozycje wojsk Kaddafiego w pobliżu Az-Zintanu, zniszczono co najmniej 10 czołgów i innych pojazdów. Podczas całego dnia NATO wykonało 158 lotów i wystrzeliło 56 pocisków. Pod Misratą zbombardowano 12 składów broni, 3 działa artyleryjskie. W Syrcie zniszczono dwa pojazdy opancerzone. W Ras al-Unuf zniszczono wyrzutnię rakiet, z kolei w Marsa al-Burajka jedną uzbrojoną ciężarówkę i trzy wyrzutnie rakiet. W Az-Zintan zniszczono skład broni.
Na wieść o śmierci Usamy ibn Ladina w Pakistanie, rebelianci zasugerowali aliantom, że Muammar Kaddafi również powinien zostać zabity.

#### 3 maja
Siły Kaddafiego dokonały ostrzelału z artyleryjskiego w Az-Zintan. W akcji brały udział czołgi. Z kolei w ostrzale Misraty rannych zostało 55 cywilów.
NATO wykonało 161 lotów, a podczas 62 odpalono pociski. Calami były dwa składy broni pod Trypolisem oraz Az-Zintan, gdzie zniszczony został uzbrojony pojazd. W Misracie zniszczono trzy składowiska broni oraz trzy czołgi. W Syrcie ostrzelano dwa czołgi, a w Ras al-Unuf zniszczono dwie wyrzutnie rakiet.

#### 4 maja
Libijska telewizja państwowa poinformowała, że lotnictwo NATO zbombardowało Al-Hajrę i oskarżyła Sojusz o śmierć cywilów. Tego dnia koalicja wykonała 160 lotów, a podczas 49 atakowała cele. Celami myśliwców były dwa składy broni, bunkier oraz lotnisko w Trypolisie, w Misracie jeden pick-up truck, trzy czołgi, dwie przenośnie wyrzutnie rakiet oraz trzy uzbrojone samochody. W Adżdabiji zniszczono wyrzutnię rakiet.
Główny oskarżyciel Międzynarodowego Trybunału Karnego, Luis Moreno-Ocampo zapowiedział, że przygotowuje trzy nakazy aresztowania dla osób odpowiedzialnych za krwawe tłumienie protestów demokratycznych w Libii w lutym 2011 roku.

#### 5 maja
Powstańcy poinformowali, że oddziały Mutasima al-Kaddafiego atakujące Misratę były wyposażane tego dnia w maski przeciwgazowe, co zdaniem powstańców może świadczyć o chęci wykorzystania broni chemicznej. Oddziały atakujące miasto były skoncentrowane w miejscowości Zalitan na zachód od Misraty. Siły Kaddafiego przed wybuchem walk dysponowały ok. 9 tonami broni chemicznej.
W nalotach NATO w pobliżu Zintanu zniszczone zostały co najmniej dwa śmigłowce sił Kaddafiego, 9 składów broni, trzy czołgi, dwie wyrzutnie rakiet i dwie uzbrojone ciężarówki. Na to miasto armia Kaddafiego odpaliła ok. 50 rakiet Grad. Brytyjski okręt zniszczył minę morską podłożona w okolicach portu w Misracie.
NATO wykonało łącznie 154 lotów, a podczas 57 wystrzelono pociski. Oprócz strat w Az-Zintan, w Syrcie zniszczono: 8 magazynów z amunicją, w Marsa al-Burajce trzy wyrzutnie rakiet, w Mizda trzy składy z amunicją, w Misracie jeden czołg, natomiast w Ras al-Unuf stację komunikacyjną.
Na tunezyjskie miasto Az-Zahibat spadło ok. 12 pocisków moździerzowych, wystrzelonych przez libijską armię.

#### 6 maja
Rebelianci w Misracie wyparli wojska rządowe z przedmieścia Burgueja na zachodzie miasta. Ostrzał artyleryjski miasta i portu ze strony armii znacznie zmalał.
Lotnictwo koalicji wykonało 149 lotów, a podczas 56 atakowano cele. W Az-Zintan zniszczono trzy czołgi. W Trypolisie osiem magazynów broni, w Mizda 4 magazyny broni. W Misracie uszkodzono działo artyleryjskie, osiem wojskowych ciężarówek, jeden budynek z którego strzelali snajperzy. W Syrcie zniszczono osiem magazynów z bronią. W Marsa al-Burajce cztery czołgi oraz pięć wyrzutni rakiet.
Rebelianci odbili miasto Kufra, leżące w południowo-wschodniej części Libii.

#### 7 maja
Siły Kaddafiego zbombardowały zbiorniki paliwa w mieście przy pomocy samolotów rolniczych. Ciężkie walki trwały w pobliżu lotniska w Misracie.
NATO wykonało 153 lotów, a podczas 58 zaatakowano cele. W Az-Zintan zniszczono cztery magazyny z bronią, w Adżdabiji dwa czołgi, w Misracie trzy czołgi oraz pojazd wojskowy. Pod Syrtą uderzono w 12 magazynów z bronią, 20 samochodów, którymi przewożono amunicję, osiem budynków wojsk rządowych. W Marsa al-Burajce zniszczono osiem samochodów wojskowych.
Włochy zaprzeczyły informacjom Narodowej Rady Tymczasowej jakoby zawarto umowę dwustronną o dostawie broni.

#### 8 maja
Rządowa telewizja libijska poinformowała, że małe grupy powstańców w Misracie poddały się siłom Kaddafiego. Informacji tych nie potwierdziły niezależne źródła.
NATO zbombardowało rządowe magazyny broni w pobliżu miasta Zintan.

#### 9 maja
Media powstańcze poinformowały, że na przedmieściach Trypolisu trwało powstanie przeciw Kaddafiemu połączone z dezercją żołnierzy. Informacje nie znajdowały potwierdzenia w innych źródłach.
Ostrzał sił Kaddafiego w Misracie dławił tam dostawy żywności, wody i środków medycznych. Walki artyleryjskie trwały nadal w pobliżu portu.

#### 10 maja
Samoloty koalicji zaatakowały w nocy osiem celów w Trypolisie. Rano naloty powtórzono.
Włoskie media zasugerowały, że w nalocie na centrum dowodzenia zginął nie Saif-al Arab Kaddafi, ale Muammar Kaddafi, który od czasu tego nalotu nie pojawił się publicznie. NATO poinformowało, że nie jest w stanie określić miejsca pobytu Kaddafiego, przedstawiciele organizacji poinformowali także, że los Kaddafiego ich nie dotyczy, ponieważ celem operacji libijskiej nie była eliminacja Kaddafiego, a obrona ludności cywilnej.
Egipt poinformował o zniesieniu obowiązku wizowego dla Libijczyków wskazując, że Libijczycy w okresie walk występują trudności z dotarciem do ambasady bądź konsulatów.